# Kostel svatého Kasiána (San Cassiano)
Kostel svatého Kasiána v San Cassianu je římskokatolický farní kostel ve stejnojmenné vsi, části italského horského městečka Badia v Jižním Tyrolsku. Barokní stavba kostela vznikala od roku 1762 a v letech 1844–1845 byla rozšířena.

## Popis

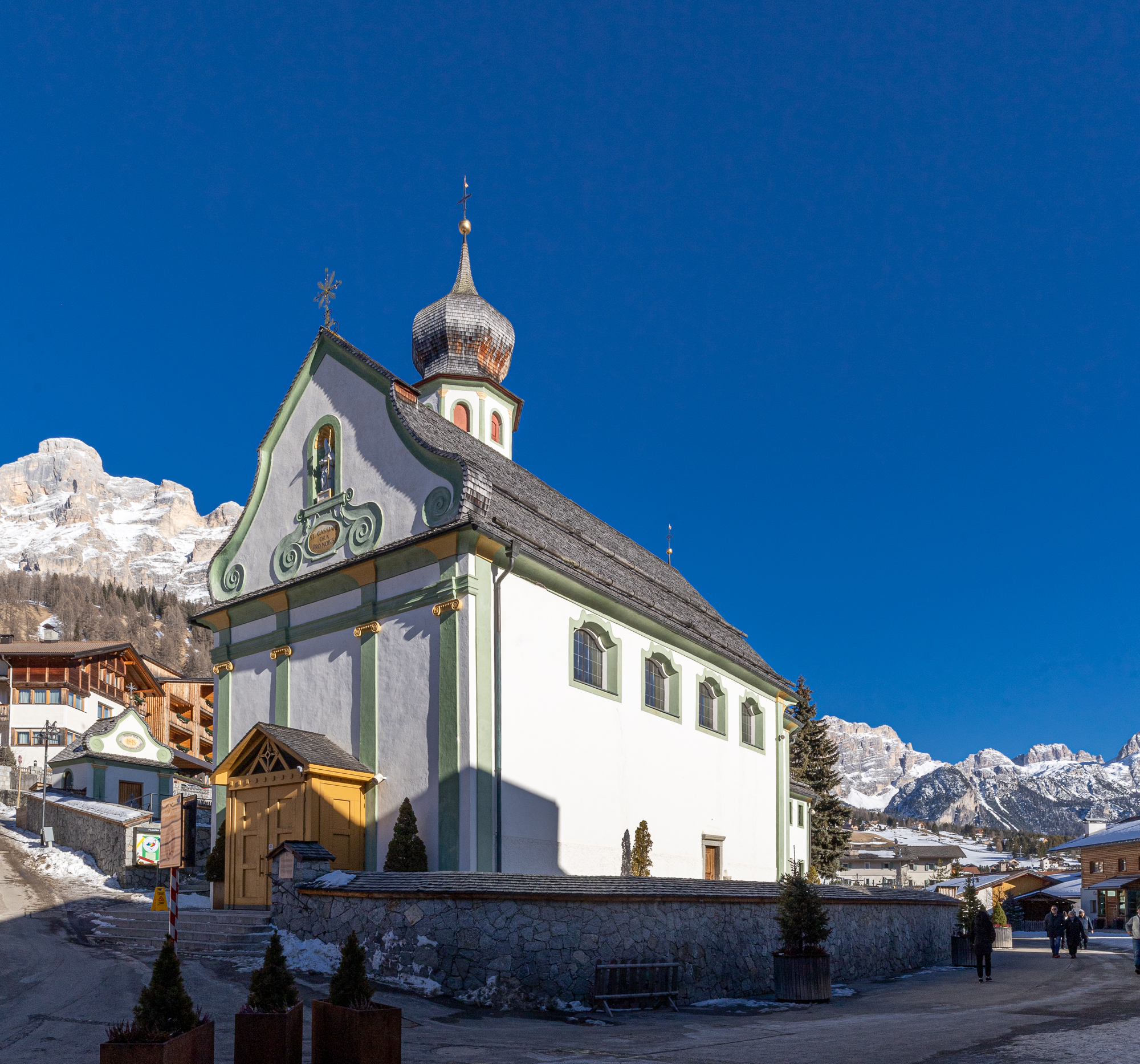
Západní strana kostela

Kostel s přilehlým hřbitovem se nachází v centru horské obce San Cassiano poblíž pobočky Ladinského muzea.
Průčelí kostela je bez oken se čtyřmi pilastry, které nesou překlad, stympanonem s volutami a křížem na vrcholu štítu. Ve výklenku uprostřed tympanonu je umístěna plastika sv. Kasiána a pod ním oválný kartuš s nápisem ST. CASSIANE ORA PRO NOBIS.
Interiér je jednolodní a je zakončen polygonální apsidou se zrcadlovou klenbou a malbami Hanse Pescollera. Hlavní oltář zdobí obraz znázorňující mučednickou smrt svatého Kasiána, dílo Karla Henriciho slezského rodáka ze Svídnice.
Vlevo od apsidy se tyčí hranolová věž s hodinami, na níž je osmiboká zvonice, na vrcholu zakončena cibulovou bání.
Na přilehlém hřbitově je malá kaplička s polygonální apsidou a šindelovou střechou v identickém barevném provedení, jako samotný kostel.